# Ordem da Rosa Branca da Finlândia
A Ordem da Rosa Branca da Finlândia (em finlandês: Suomen Valkoisen Ruusun ritarikunta; em sueco: Finlands Vita Ros’ orden) é uma das três ordens oficiais na Finlândia, junto com a Ordem da Cruz da Liberdade e a Ordem do Leão da Finlândia. O Presidente da Finlândia é o Grão-Mestre de todas as três ordens. As ordens são administradas por conselhos compostos por um chanceler, um vice-chanceler e pelo menos quatro membros. As ordens da Rosa Branca da Finlândia e do Leão da Finlândia têm uma diretoria conjunta.

## História
A Ordem da Rosa Branca da Finlândia foi estabelecida por Gustaf Mannerheim em sua qualidade de regente (chefe de estado temporário) em 28 de janeiro de 1919. O nome vem da vitória do lado branco na Guerra Civil Finlandesa de 1918 e da rosa heráldica, das quais há nove de prata no brasão da Finlândia.  As regras e regulamentos da ordem foram confirmados em 16 de maio de 1919,  e suas regras atuais datam de 1º de junho de 1940. A escala revisada de classificações foi confirmada mais recentemente em 1985. As decorações originais foram projetadas por Akseli Gallen-Kallela. As suásticas da gola foram substituídas por cruzes de abeto em 1963, desenhadas pelo artista heráldico Gustaf von Numers. A honra pode ser concedida por mérito militar e civil.

## Insígnia
A fita para todas as classes é ultramarina, como se encontra na bandeira da Finlândia, embora oficialmente os estatutos não definam a cor da fita além de ser "azul escuro".  O lema da ordem aparece no medalhão e é Isänmaan hyväk (Para o bem da pátria).
O Presidente da Finlândia usa a Grã-Cruz da Rosa Branca da Finlândia com Colar (uma corrente de pescoço). A coleira é usada quatro centímetros de cada lado e fica pendurada em distâncias iguais na frente e atrás. As marcas de Grande Cruz e Comandante são concedidas com uma estrela no peito.

## Classes
As classes da ordem da Rosa Branca da Finlândia são:
- Grã-Cruz da Rosa Branca da Finlândia com Colar
- Grã-Cruz da Rosa Branca da Finlândia
- Comandante de 1ª Classe da Rosa Branca da Finlândia
- Comandante da Rosa Branca da Finlândia
- Cavaleiro de 1ª Classe da Rosa Branca da Finlândia
- Cavaleiro (Chevalier) da Rosa Branca da Finlândia
- Cruz de Mérito da Rosa Branca da Finlândia
- Medalha de 1ª Classe da Rosa Branca da Finlândia com Cruz Dourada
- Medalha de 1ª Classe da Rosa Branca da Finlândia
- Medalha da Rosa Branca da Finlândia

## Destinatários

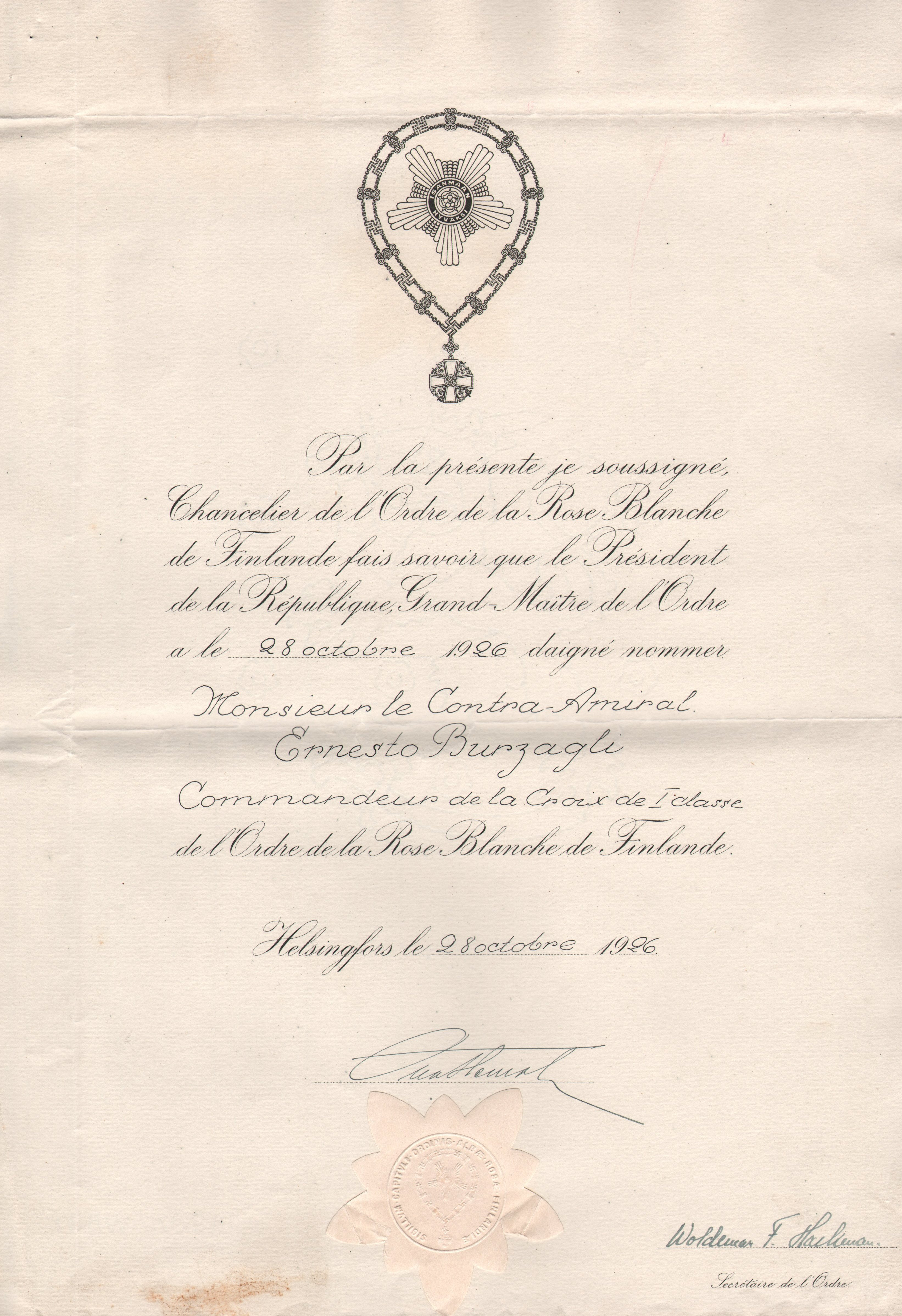
Diploma da ordem

Geralmente, a Grã-Cruz com Colar é concedida apenas a chefes de estado estrangeiros, por exemplo, ao Rei Fuade I do Egito (1935), Charles de Gaulle (1962), Josip Broz Tito (1963) e ao Rei Birendra do Nepal (1988). No caso da realeza, consortes podem ser premiados com ele. Os herdeiros aparentes das monarquias nórdicas também foram premiados.  O Grão-Mestre pode, no entanto, em princípio, concedê-lo a seu bel-prazer. Durante a Segunda Guerra Mundial, Hermann Göring e Joachim von Ribbentrop receberam excepcionalmente a Grã-Cruz com Colar porque Adolf Hitler não recebia ordens. 
Os primeiros-ministros da Finlândia costumam receber a Grã-Cruz. Certos políticos de esquerda recusaram a cruz ou não a usaram, e o mandato transitório de Anneli Jäätteenmäki não levou o presidente a conceder a cruz. A Grã-Cruz também é concedida aos presidentes do Supremo Tribunal e do Supremo Tribunal Administrativo, ao Arcebispo de Turku e da Finlândia e ao Chanceler da ordem. 

### Lista de destinatários
| Ano  | Destinatário                | Notas |
| ---- | --------------------------- | --- |
| 1919 | Carl Gustaf Emil Mannerheim | Regente da Finlândia (1918–1919) Comandante em chefe das Forças de Defesa Finlandesas (1918, 1939–1946) Presidente da Finlândia (1944–1946) |
| 1926 | Ernesto Burzagli            | |
| 1930 | Tomáš Masaryk               | Presidente da Tchecoslováquia |
| 1931 | Miklós Horthy               | Regente da Hungria |
| 1934 | Shaul Tchernichovsky        | |
| 1934 | Gladys Wright               | "Por sua contribuição para melhorar as relações entre a Grã-Bretanha e a Finlândia." |
| 1939 | Walther von Brauchitsch     | |
| 1941 | Dean Driscoll               | Para serviços "para socorrer a população civil da Finlândia devastada pela guerra" |
| 1941 | Hermann Göring              | Político, líder militar |
| 1941 | Eduard Dietl                | |
| 1941 | Josef Veltjens              | |
| 1942 | Joachim von Ribbentrop      | |
| 1942 | Hirohito                    | Imperador do Japão |
| 1942 | Ion Antonescu               | |
| 1944 | Norman Cameron Moore        | [ 17 ] |
| 1947 | Earl Wagner Twitchell       | |
| 1951 | Bernard Aabel               | Em 1948, Aabel tornou-se Adido Militar Assistente em Helsinque, Finlândia |
| 1955 | Sir Thomas Beecham          | [ 19 ] |
| 1956 | Kliment Voroshilov          | [ 20 ] [ 21 ] |
| 1960 | Jarl Lindfors               | |
| 1961 | Maggie Gripenberg           | [ 22 ] |
| 1962 | Charles de Gaulle           | [ 16 ] |
| 1963 | Josip Broz Tito             | Presidente da Iugoslávia |
| 1963 | Koča Popović                | |
| 1967 | Gamal Abdel Nasser          | [ 23 ] |
| 1967 | Zoltán Kodály               | |
| 1967 | Greta Kukkonen              | Primeira esposa do ator Gregory Peck |
| 1967 | Wayne J. Moe                | Adido do Exército dos EUA |
| 1969 | Ana, Princesa Real          | |
| 1971 | Olli Mannermaa              | |
| 1971 | Arthur Lydiard              | |
| 1974 | Carlos XVI Gustavo          | Rei da Suécia |
| 1976 | Leonid Brejnev              | [ 16 ] |
| 1978 | Dmitri Ustinov              | Marechal da União Soviética |
| 1983 | Leo Kyntäjä                 | |
| 1983 | Walter Werronen             | |
| 1984 | Arthur J. Collingsworth     | |
| 1988 | Ensio Seppänen              | |
| 1988 | Birendra Bir Bikram Shah    | Rei do Nepal |
| 1991 | Margareta Steinby           | [ 24 ] |
| 1996 | Bhumibol Adulyadej          | Rei da Tailândia |
| 2003 | Andrew Wilkinson            | |
| 2004 | Elwin Svenson               | Diretor Executivo – Programas Internacionais, programas FEMBA/GAP, UCLA Anderson School of Management "para auxiliar a expansão de empresas finlandesas iniciantes por meio do Programa de Acesso Global Anderson da UCLA."                                                                                    |
| 2004 | Kalervo Kummola             | Cavaleiro da Ordem da Rosa Branca da Finlândia, executivo de hóquei no gelo, empresário e político |
| 2004 | Dáithí O'Ceallaigh          | |
| 2004 | Viktor Pylypenko            | Historiador |
| 2005 | Kostiantyn Tyshchenko       | Filólogo, linguista |
| 2006 | Erkki Oja                   | [ 27 ] |
| 2007 | James Cathey                | |
| 2007 | Rada Borić                  | [ 28 ] [ 29 ] |
| 2008 | Timothy Rodd Purcell        | Presidente da Câmara de Comércio Finlândia-Austrália |
| 2008 | Jim Gilleran                | Diretor Geral – Finnforest EUA |
| 2008 | Simon Beresford-Wylie       | Diretor Executivo, Nokia Siemens Networks |
| 2009 | Mart Laar                   | |
| 2009 | Nursultan Nazarbayev        | Presidente do Cazaquistão |
| 2009 | Bashar al-Assad             | [ 31 ] |
| 2010 | Rajendra Kumar Pachauri     | |
| 2011 | Henry Tirri                 | Ex-vice-presidente executivo e CTO da Nokia. Henry foi professor titular de ciência da computação na Universidade de Helsinque. Henry possui doutorado em ciência da computação pela Universidade de Helsinque, Finlândia, e doutorado honorário pela Universidade de Tampere, Finlândia.                      |
| 2011 | Bob Foster                  | Professor, Diretor – GAP, UCLA Anderson School of Management "em reconhecimento aos seus esforços, através do programa GAP, para ajudar as empresas de tecnologia finlandesas a expandir-se para mercados estrangeiros, incluindo os Estados Unidos" e seu avanço "ainda mais no desenvolvimento corporativo." |
| 2012 | Sauli Niinistö              | Presidente da Finlândia |
| 2012 | Armi Kuusela                | Miss Universo 1952 |
| 2015 | Anna-Maja Henriksson        | [ 34 ] |
| 2015 | Tapani Jyrki Tarvainen      | Chevalier (Cavaleiro) da Rosa Branca de Finlândia |
| 2016 | Pauline Kiltinen            | Cruz de Mérito da Ordem da Rosa Branca pela promoção da cultura finlandesa, incluindo a encomenda da Ópera Rockland |
| 2017 | Helena Yli-Renko            | [ 37 ] |
| 2021 | David Yoken                 | [ 38 ] |
| 2022 | Hanna Vehkamäki             | |
| 2022 | Sanna Marin                 | |
| 2024 | Alexander Stubb             | Presidente da Finlândia |
| 2024 | Alar Karis                  | Presidente da Estônia |
| 2025 | Frederico X                 | Rei da Dinamarca |
| 2025 | Volodymyr Zelenskyy         | Presidente da Ucrânia, Grã-Cruz com Colar |

### Honras especiais
- A Grã-Cruz com Colar, Joias e Espadas foi concedida apenas uma vez, a Carl Gustaf Emil Mannerheim em 4 de junho de 1944.
- Grã-Cruz com Joias, para três finlandeses: Senador Otto Stenroth (1938), Ministro das Relações Exteriores Carl Enckell (1946) e Jean Sibelius (1950).[40]
- A Grã-Cruz com Espadas foi concedida a três tenentes-generais finlandeses: Hjalmar Siilasvuo, Edvard Hanell e Aksel Airo. A condecoração também foi concedida a vários altos oficiais estrangeiros, como o coronel-general alemão Eduard Dietl.[40]